# Nayapati
Nayapati (nep. नयाँपाटी) – gaun wikas samiti w środkowej części Nepalu w strefie Bagmati w dystrykcie Katmandu. Według nepalskiego spisu powszechnego z 2001 roku liczył on 1110 gospodarstw domowych i 5228 mieszkańców (2642 kobiet i 2586 mężczyzn).